# Ruslan och Ludmila

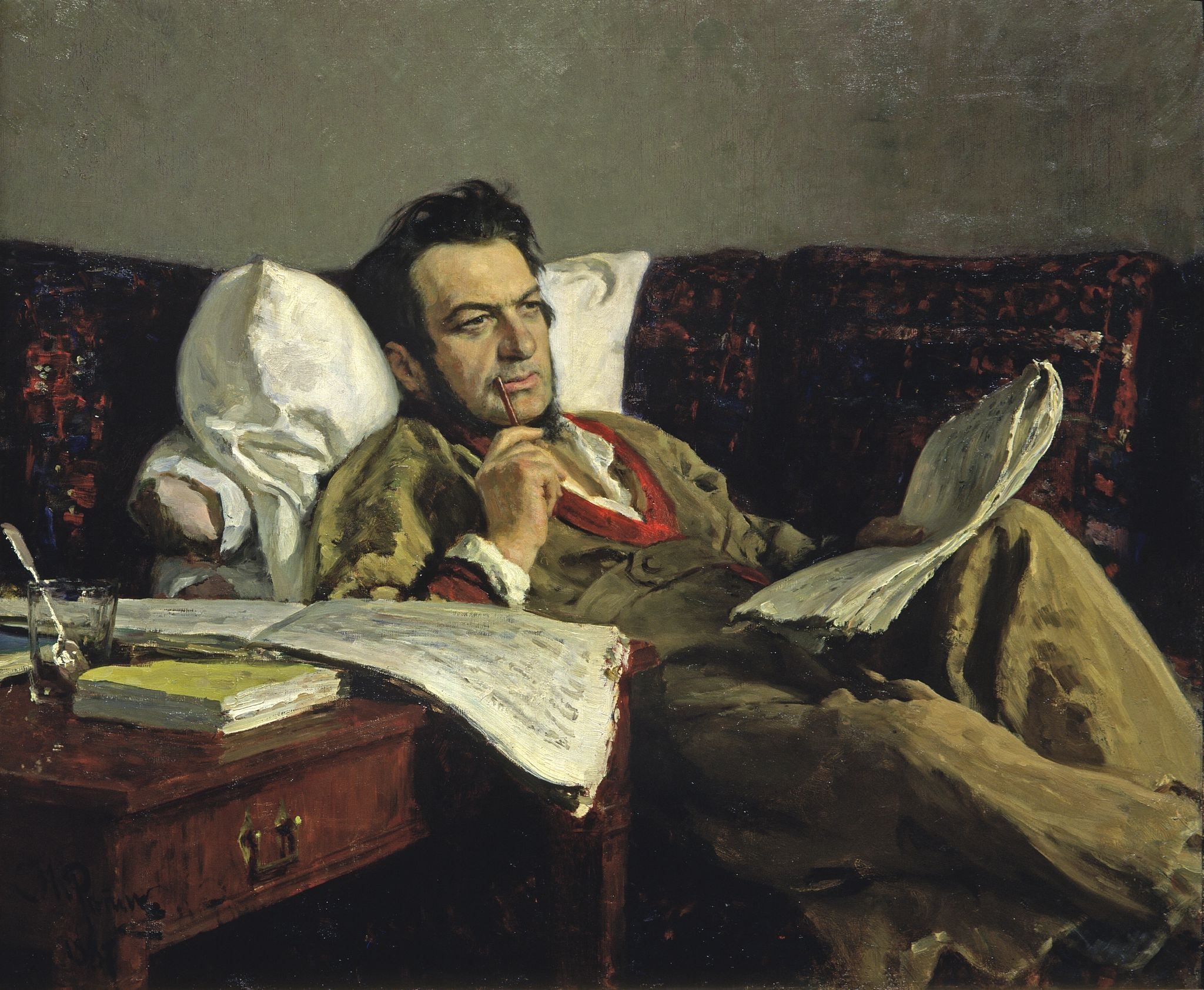
Michail Glinka målad av Ilja Repin.

Ruslan och Ludmila, (ryska: Руслан и Людмила, Ruslan i Ljudmila) är en opera i fem akter med musik av Michail Glinka. Libretto av Valerian Sjirkov, Nestor Kukolnik, N. A. Markevitj och kompositören efter den episka dikten Ruslan i Ljudmila av Aleksandr Pusjkin.

## Historia
Glinka beslöt skriva en opera på Pusjkins diktverk Ruslan i Ljudmila vid en tidpunkt då skalden var i konflikt med tsar Nikolaj I. Glinka gav prov på mod genom att hålla fast vid sin idé. Arbetet pågick från slutet av 1836 till slutet av 1841, då han sände in sitt nästan färdiga partitur för granskning. Censuren ändrade i det ursprungliga slutet, där Ruslan mördas men återväcks till liv, och strök också en del av inledningen. Operan uruppfördes den 27 november 1842 i Sankt Petersburg på Bolsjoj Kammeni Teatern (ej att förväxlas med Bolsjojteatern). Ruslan och Ludmila blev inte en lika stor framgång som Livet för tsaren, bland annat därför att tsarfamiljen lämnade premiären innan föreställningen var slut, men i Moskva har den stått på Bolsjojteaterns repertoar ända sedan  1868.

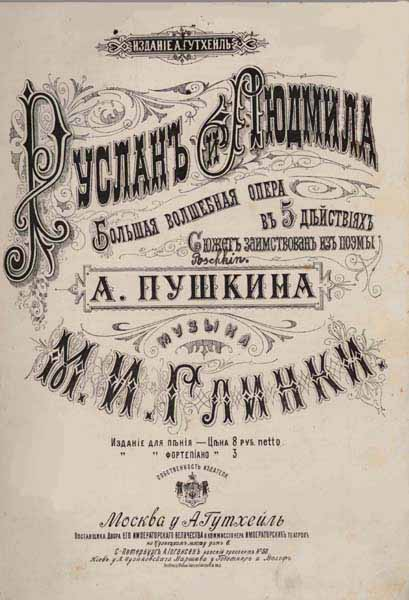
Rysk notugåva från 1885.

## Om operan
När man hör Ruslan och Ludmila för första gången är det mycket som kan kännas främmande. Anledningen är förmodligen den ovanliga rollbesättningen, som skiljer sig helt från såväl den italienska som den franska operan. Den unge riddaren Ruslan är ingen hjältetenor, utan en bas eller baryton. Tenorstämmorna är förbehållna två tidlösa karaktärsroller: trollkarlen Finn och barden. Ludmilas sopranparti kan varken betecknas som dramatisk eller lyriskt, medan Gorislava däremot är en rent lyrisk sopran. Ratmirs exotiska parti sjungs av en altstämma, häxan Naina är en komisk alt och hennes skyddsling Farlag sjungs av en buffobas. Det hjältemodiga baspartiet, som i operan Livet för tsaren är förbehållet titelrollen, tilldelas här endast en mindre roll, den som Ludmilas far, storfursten av Kiev.
Den ondskefulle dvärgen Tjernmor sjunger inte, men han har fått ett pregnant ledmotiv: en heltonsskala som är helt främmande för den Wienklassiska och romantiska harmoniken och klingar dissonant. Hans bror är inte mindre sällsam: denne består av ett jättelikt huvud vars parti sjungs av en hel kör.
Den gode trollkarlen Finn är en sympatisk figur. Han berättar i en komisk ballad hur han som enkel fåraherde outtröttligt har kämpar för sin lärdom, för att därigenom vinna den sköna Nainas hand. Men medan han flitigt fullbordade sina studier blev Naina till en gammal motbjudande häxa. Nu är det hon som förföljer honom med sin kärlek...

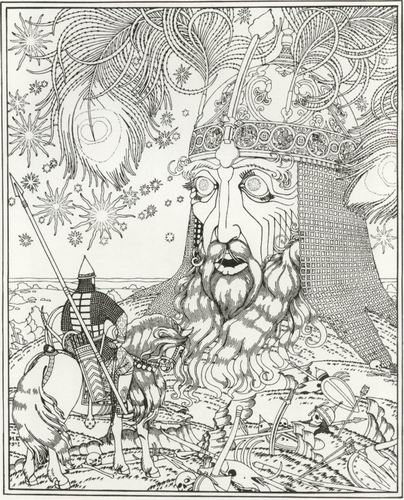
Ruslan möter det talande jättehuvudet, av Ivan Bilibin.

## Personer
- Svetozar, Storfurste av Kiev - bas.
- Ljudmila, hans dotter - sopran.
- Ruslan, riddare, Ljudmilas trolovade - baryton.
- Ratmir, tatarfurste - alt.
- Farlaf, varjagisk riddare - bas.
- Gorislava, Ratmirs fånge - sopran.
- Finn, en god trollkarl - tenor.
- Naina, en ond häxa - mezzosopran.
- Bayan, en bard - tenor.
- Tjernomor, en ond trollkarl - stum roll.

Svetozars söner, riddare, bojarer, bojarinnor, kammarjungfrur, sköterskor, pager, livvakter, stolniker, fatbärare, prinsens armerade styrkor, folk, det magiska slottets jungfrur, morer, dvärgar, Tjernomors slavar, nymfer, vattennymfer, kör och stumma roller.

## Handling
Operan utspelar sig på olika fantastiska och fantasifulla platser i Kievriket under tidig medeltid.
Akt I
En skald sjunger om forna tiders stordåd och varnar för ödets nycker. Men storfursten Svetosars bröllopsgäster vill höra muntra sånger. Bruden Ludmila tar varmt avsked av fadern och tröstar de avvisade friarna Ratmir och Farlaf. Svetosar välsignar brudparet. Då hörs ett åskdån. Mörkret breder ut sig. När mörkret lättar är Ludmila försvunnen. Fadern utlovar halva riket och dotterns hand till den som för tillbaka Ludmila. Ruslan och Ratmir ger sig iväg. Farlag smider dolska planer.
Akt II
Under sitt sökande efter den försvunna bruden träffar Ruslan på den gamle Finn. Denne uppvaktade i sin ungdom den sköna Naina, men blev avvisad. Efter många års studier erhöll han magiska krafter och lyckades därigenom äntligen vinna Nainas kärlek. Men båda har nu blivit gamla och Finn flyr förskräckt undan den en gång så eftertraktade Nainas kärlek. Sedan dess hatar Naina alla älskande par och förföljer dem. Finn visar Ruslan vägen till Ludmila; hon har blivit bortrövad av dvärgen Tjernomor. Men Naina favoriserar Ruslans rival Farlaf och lovar att hjälpa denne. Ruslan kommer till ett övergivet slagfält där han ser ett jättelikt huvud som blåser upp en storm. Ruslan tvingas segerrikt kämpa mot huvudet, som i döden yppar sin hemlighet. Jätten dödades av sin bror, dvärgen Tjernomor. Jättens huvud skänker nu Ruslan ett svärd och ber honom utkräva hämnd.
Akt III
I Nainas trollslott utlovar de persiska flickorna en tillflykt undan världens kyla och lockar riddare att avvika från dygdens väg. Även Ruslan och Ratmir lockas av dem. Nainas flickor får Ratmir att mista förståndet och när han får se sin älskade Gorislava, som tidigare har rövats bort av Naina, känner han inte längre igen henne. Även Ruslan förhäxas av flickorna. Han glömmer kärleken till Ludmila och har tror sig älska Gorislava. Men Finn avslöjar Nainas bländverk och för riddarna tillbaka på den rätta vägen. Ratmir är åter förälskad i den trogna Gorislava och vänskapen till Ruslan är räddad.
Akt IV
Den fängslade Ludmila motstår dvärgen Tjernomors frestelser och tänker längtansfullt på sin Ruslan. Dvärgen utfordrar Ruslan till strid och försänker den borttövade i en trollsömn. Han möter Ruslan i kamp och blir besegrad. Men Ludmila befinner sig fortfarande i sin trollsömn och inget kan väcka henne. Ett leende spelar på hennes läppar. Ruslan grips av förtvivlan och svartsjuka. Vännerna Ratmir och Gorislava försöker lugna honom och hindra honom från att förlora förståndet. De råder honom att återvända hem.
Akt V
Ratmir vakar över den sovande Ruslan. Under tiden rövas Ludmila bort av Farlaf. Ruslan förföljer kvinnorövaren. Finn ställer Ratmirs vänskap på prov och skänker honom en magisk ring, med vars hjälp han kan väcka Ludmila. Farlaf för med sig den sovande Ludmila till Kiev, där han gör anspråk på hennes hand och på tronen. Men han lyckas inte bryta förtrollningen. Det blir först Ruslan som kan väcka den sovande Ludmila. Ratmir har givit honom Finns magiska ring. Ratmir och Gorislava, Ruslan och Ludmila har bestått kärlekens och vänskapens prövningar. Festligheterna inleds och folket förenar sig med det av lidande prövade fursteparet i en lovsång till fäderneslandet.

## Struktur

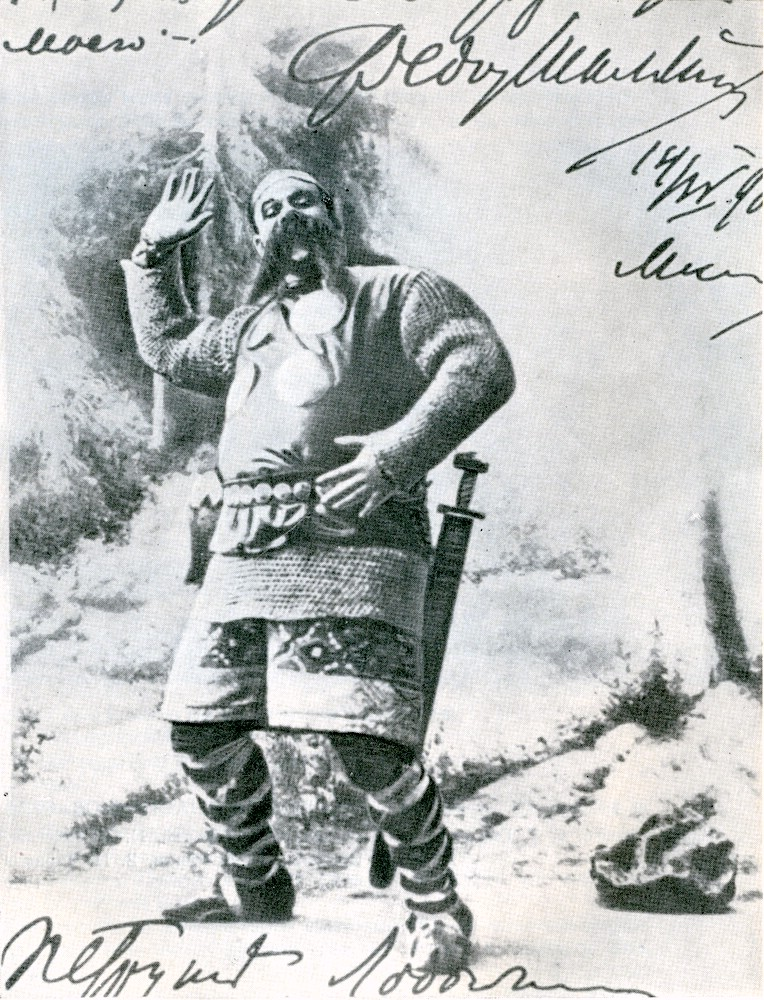
Fjodor Sjaljapin som Farlaf.

Ouvertyr
Akt I
Nr.1: Introduktion
Nr,2: Cavatina (Ljudmila)
Nr.3: Final
Akt II
Nr.4: Entr'acte
Nr.5: Ballad (Finn)
Nr.6: Duettino (Ruslan, Finn)
Nr.7: Scen och Rondo (Farlaf)
Nr.8: Aria (Ruslan)
Nr.9: Scenen med jättehuvudet
Nr.10: Final – Jättehuvudets berättelse
Akt III
Nr.11: Entr'acte
Nr.12: Persisk kör
Nr.13: Cavatina (Gorislava)
Nr.14: Aria (Ratmir)
Nr.15: Baletter
Nr.16: Final
Akt IV
Nr.17: Entr'acte
Nr.18: Scen och Aria (Ljudmila)
Nr.19: Marsch
Nr.20: Orientaliska danser
Nr.21: Kör
Nr.22: Final
Akt V
Nr.23: Entr'acte
Nr.24: Romans (Ratmir)
Nr.25: Recitativ och kör
Nr.26: Duett (Finn, Ratmir)
Nr.27: Final